# Teufelstritt

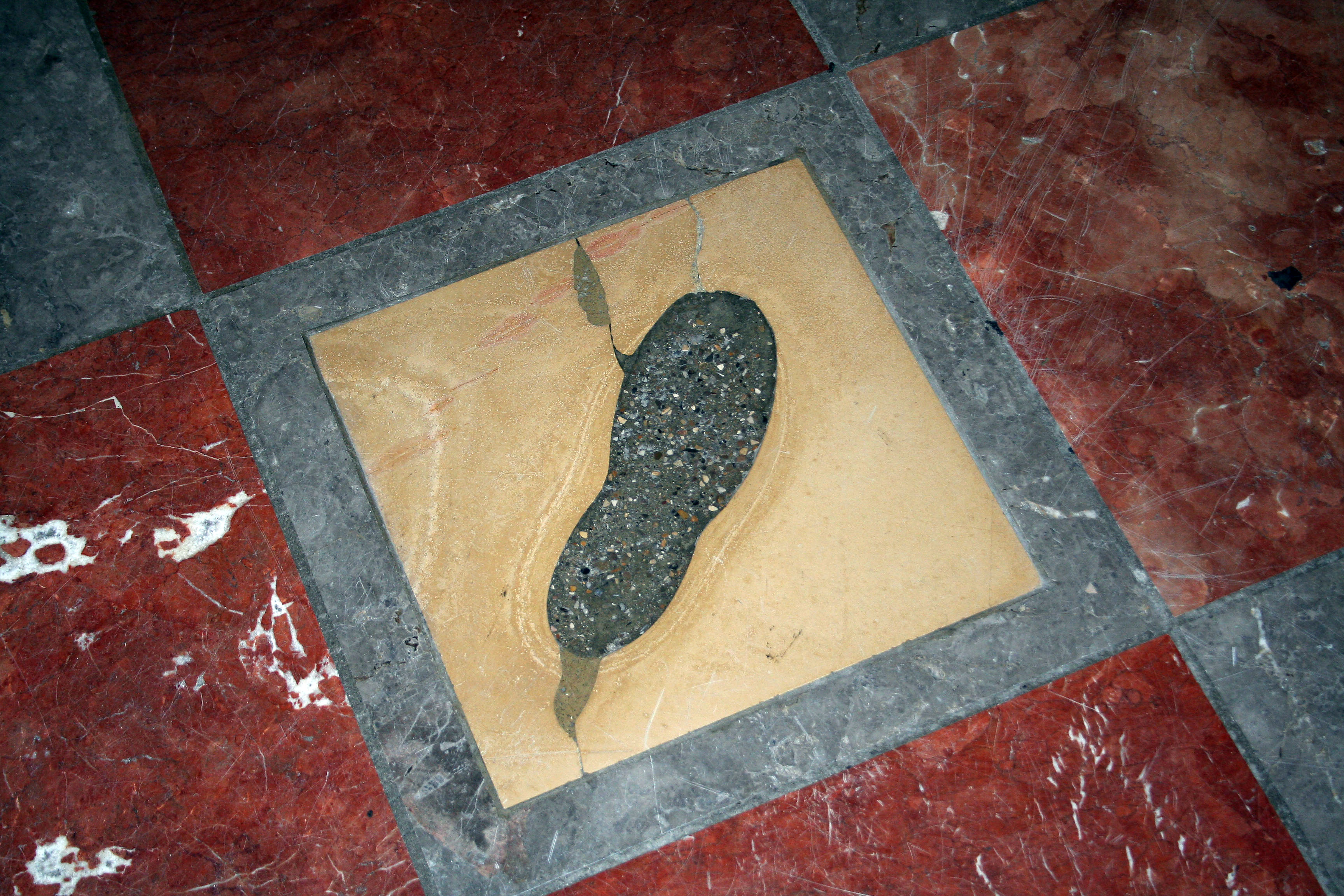
Teufelstritt in der Frauenkirche

Der schwarze Tritt, auch Teufelstritt, ist ein Abdruck am Boden der Eingangshalle der Münchner Frauenkirche.
Der Abdruck zeigt einen menschlichen Fuß, der an der Ferse den Abdruck eines Spornes hat. Um diesen Abdruck rankt sich eine alte Sage.

## Sage
Wie bei vielen Sagen gibt es auch bei dieser mehrere leicht abgewandelte Versionen, hier zwei von ihnen:

### Der Teufel will die Kirche zerstören
Als in München schon wieder eine Kirche gebaut wurde, beschloss der Teufel, diese zu zerstören. So schlich sich der Teufel durch das große Tor der Eingangshalle, nachdem die Kirche fertig erbaut, aber noch nicht geweiht war. Er betrachtete den Bau neugierig und fing laut an zu lachen, da er bemerkt hatte, dass keine Fenster vorhanden waren (was daran lag, dass er genau an dem Ort stand, wo alle Fenster von Säulen verdeckt werden). Triumphierend vor Freude stampfte er fest auf den Boden, hinterließ den Fußabdruck im Pflaster und verließ das Gotteshaus. Als die Kirche fertiggestellt und geweiht war, sah der Teufel, dass die Menschen in Massen in die neue Kirche strömten. Da entdeckte er von außen, dass das Gotteshaus sehr wohl Fenster hatte. Als er begriff, dass er sich geirrt hatte, verwandelte er sich zornig rasend in einen heftigen Wind und versuchte dadurch, das Gebäude zum Einstürzen zu bringen. Dies gelang ihm jedoch nicht. Noch heute „stürmt“ der eine oder andere seiner Gesellen um das Gotteshaus herum.

### Der Teufel als Helfer beim Bau der Kirche

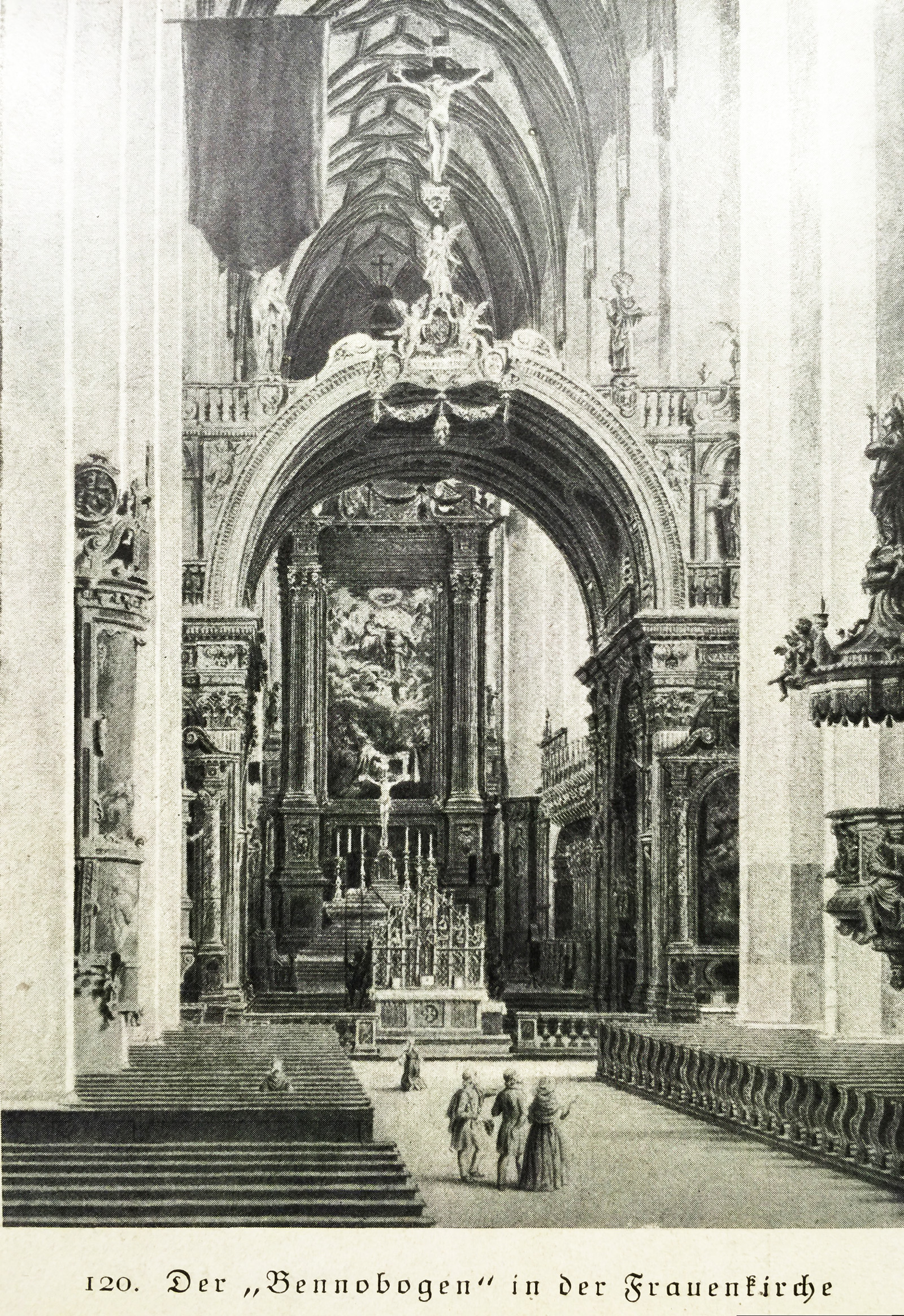
Das Innere der Frauenkirche 1858 mit Bennobogen

Der Baumeister Jörg Ganghofer hatte mit dem Teufel einen Pakt geschlossen, damit ihm dieser helfe, die Kirche zu bauen. Im Tausch zu der Hilfe sollte der Teufel die Seele der ersten Person bekommen, die die Kirche betritt. Als die Kirche fertig war und die Menschen in die Kirche strömten, wollte der Teufel seinen Lohn abholen. Als er zum Baumeister ging, sagte dieser allerdings, dass die geleistete Arbeit des Teufels schlecht sei, da er die Fenster in der Kirche vergessen habe. Und tatsächlich: Als er einen Blick in die Kirche warf, gab es in der ganzen Kirche kein einziges Fenster. Vor Wut stampfte der Teufel fest auf und verließ wutschnaubend die Kirche. An dieser Stelle ist der Fußtritt des Teufels bis heute zu sehen, und der Teufel ist noch heute als Wind um die Kirche zu hören.

### Hintergrund der Sage
Zum Entstehen dieser Sage muss man wissen, dass nach der Barockisierung der Kirche ab 1620 das einzige beim Eintritt sichtbare Fenster vom Bennobogen, einer Art barocken Lettner, und durch den Hochaltar verdeckt wurde. Der Hochaltar hat die Himmelfahrt Mariens zum Motiv und ist ein Werk Peter Candids. Erst im Zuge der Neogotisierung der inzwischen zum Dom erhobenen Kirche wurden Bennobogen und  Hochaltar abgebaut. Das Hochaltargemälde, die Predella und das Oberbild wurden in Seitenkapellen angebracht. Folglich entstand die Sage vom Teufelstritt in dieser Zeitspanne, als man vom Ort dieses vermeintlichen Beweises der Sage kein Fenster sehen konnte.
In Wahrheit handelt es sich wohl um einen Scherz der Zimmerleute.